# Skenbar magnitud

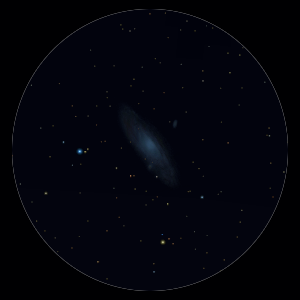
Andromedagalaxen sedd med kikare. Galaxen går också att se med blotta ögat på platser långt borta från stadsbelysning.

Skenbar magnitud, eller apparent magnitude, är en logaritmisk måttenhet för en himlakropps ljusstyrka som den uppfattas från jorden. Ju lägre värdet är desto ljusstarkare är objektet. Den svagaste stjärna som kan ses med blotta ögat vid god sikt har ungefär magnitud +6,5. Vårt solsystems ljusstarkaste objekt solen har en skenbar magnitud på -26,7 medan dess absoluta magnitud bara är +4,83.
Skenbar magnitud infördes som mätbart begrepp år 1856, och då definierades Polstjärnan som referens och sattes till +2. Man satte en faktor på 5√100 (cirka 2,512) i ljusstyrka mellan varje steg. Sedan upptäckte man att Polstjärnan är svagt variabel och då valde man att ha Vega som referens som sattes till exakt noll. Senare har en direkt mätning av ljusstyrkan ersatt Vega som referens.

## Exempel på skenbara magnituder
| Skenbar magnitud | Exempel                                                                           |
| ---------------- | --------------------------------------------------------------------------------- |
| -26,7            | Solen (cirka 400 000 gånger starkare än fullmånen)                                |
| -12,7            | Fullmånen                                                                         |
| -4,4             | Venus (som starkast)                                                              |
| -2,94            | Jupiter (som starkast)                                                            |
| -2,91            | Mars (som starkast)                                                               |
| -1,9             | Merkurius (som starkast)                                                          |
| -1,46            | Sirius, natthimlens ljusaste stjärna                                              |
| −0,74            | Canopus, näst ljusaste stjärnan                                                   |
| -0,24            | Saturnus (som starkast)                                                           |
| -0,05            | Arcturus, tredje ljusaste stjärnan                                                |
| +0,03            | Vega, femte ljusaste stjärnan                                                     |
| +0,50            | Betelgeuse                                                                        |
| +2,02            | Polstjärnan                                                                       |
| +3 till +4       | De svagaste synliga stjärnorna i stadsmiljö med blotta ögat                       |
| +3,44            | Andromedagalaxen                                                                  |
| +4,0             | Orionnebulosan                                                                    |
| +5,32            | Uranus (som starkast)                                                             |
| +6,5             | Ungefärlig gräns för blotta ögat vid goda siktförhållanden (totalt 9500 stjärnor) |
| +6,64            | Ceres (dvärgplanet) (som starkast)                                                |
| +7,78            | Neptunus (som starkast)                                                           |
| +9               | Kikare 10x50                                                                      |
| +14              | Pluto                                                                             |
| +15              | Typiskt amatörteleskop                                                            |
| +30              | Gränsen för Hubbleteleskopet                                                      |